# Bambuí
Bambuí is een gemeente in de Braziliaanse deelstaat Minas Gerais. De gemeente telt 22.622 inwoners (schatting 2009).